# Blackfoot
Blackfoot är en stad i Bingham County, Idaho, USA med 10 419 invånare (2000).